# Pride of Baghdad
Pride of Baghdad (en català, 'orgull de Bagdad'), és una novel·la gràfica realitzada originalment en l'any 2006 pel guionista Brian K. Vaughan i el dibuixant Niko Henrichon per a l'editorial nord-americana DC Comics.

## Publicació
L'edició original va sortir a la venda al setembre de 2006 a través del segell editorial Vertigo de la companyia DC Comics. L'editorial Planeta DeAgostini, dintre de la seva col·lecció de còmics Vertigo, va publicar l'obra al juny de 2007 en castellà amb el títol Los Leones de Bagdad.

## Trama
La història, basada en fets reals que van tenir lloc a l'abril de 2003, narra com la rajada de lleons formada per Zill (el lleó mascle), Safa (una vella lleona bòrnia), Noor (una jove lleona) i el cadell Alí (fill de Noor i Zill), escapa del zoo de Bagdad després d'un bombardeig de l'exèrcit nord-americà a la ciutat. Llavors s'embarquen en una aventura que els durà després d'una vida de captivitat en la seva gàbia a endinsar-se en el món dels humans, devastat per la guerra.

## Premis
- Premis Harvey:[1] 2007 Millor Novel·la Gràfica Original.